# IJzer(II)hydroxide
IJzer(II)hydroxide is een anorganische verbinding van ijzer, met als brutoformule Fe(OH)2. In zuivere toestand is het een vrijwel witte vaste stof, maar door de aanwezigheid van zeer kleine hoeveelheden zuurstof verkleurt de stof meteen: dit kan variëren van groen tot donkerbruin. De oorzaak ligt bij de oxidatie van het ijzer: ijzer(II) wordt langzaam geoxideerd tot ijzer(III), dat plaatsneemt in het kristalrooster en waardoor intense kleurverandering optreedt. Het resulterende materiaal wordt aangeduid als groene roest en is werkzaam als een krachtige reductor. In de natuur komt het voor in het mineraal fougèriet.
IJzer(II)hydroxide is een van de componenten van roest en is zo goed als onoplosbaar in water. 

## Synthese
IJzer(II)hydroxide kan gevormd worden door een goed oplosbaar ijzer(II)zout, zoals ijzer(II)sulfaat, te mengen met een oplossing van natriumhydroxide:
{\displaystyle {\ce {FeSO4 + 2NaOH -> Fe(OH)2 + Na2SO4}}}
Indien de oplossing volledig ontdaan is van zuurstofgas, wordt een witte neerslag van ijzer(II)hydroxide gevormd.

## Eigenschappen en reacties
Door verhitting kan ijzer(II)hydroxide onder anaerobe omstandigheden geoxideerd worden tot ijzer(II,III)oxide, met vorming van waterstofgas:
{\displaystyle {\ce {3Fe(OH)2 -> Fe3O4 + H2 + 2H2O}}}
Dit proces staat bekend als de Schikorr-reactie.